# Eunoe laetmogonensis
Eunoe laetmogonensis är en ringmaskart som beskrevs av Kirkegaard och Billett 1980. Eunoe laetmogonensis ingår i släktet Eunoe och familjen Polynoidae. Arten har ej påträffats i Sverige. Inga underarter finns listade i Catalogue of Life.